# 国母
国母（こくも/こくぼ）は、東アジアにおいて皇帝や天皇、国王の生母を指して用いられた呼称。また、「国の母」、「国民の母」の意で、皇后・王妃や国家指導者（国民の父）の配偶者等を指して使われることもある。

## 日本における国母

### 近代以前
日本における「国母」は、江戸時代に記された壺井義知『職原抄通考』に「国母、治世天子御母也」と見えるように、「天皇の生母」を指す呼称とされ、皇后・皇太后などの地位（称号）とは異なる概念である。ただし、その初見史料は『日本三代実録』元慶3年3月25日（879年4月20日）条に、太皇太后正子内親王（淳和天皇皇后）の崩御の記事として「淳和太后崩、既曰国母、可謂至尊」と見えるものである。正子内親王所生の皇子女は、恒貞親王が廃太子となっているのみで、天皇の生母にはあたらない。
一条天皇生母の藤原詮子が出家して東三条院となって以来、国母は出家後に女院号を受けるのが通例となり、「国母仙院」（こくぼせんいん）とも呼ばれた。後には出家しなくとも女院となったり、また国母以外にも女院号を受ける例も出た。また、平安時代末期より、天皇の生母が不在の時等に、生母以外の皇后や未婚内親王を「准母」として、国母に擬するようになった。

### 天皇の生母一覧
| No. | 名                    | 所生の天皇                | 続柄                        | 配偶者                  | 身位                              | 諡号・追号 ・女院号 |
| --- | --------------------- | ------------------------- | --------------------------- | ----------------------- | --------------------------------- | ------------------- |
| 1   | 玉依姫命              | 初代神武天皇              | 綿津見大神女                | 彦波瀲武鸕鶿 草葺不合尊 |                                   |                     |
| 2   | 媛蹈鞴五十鈴 媛命     | 2代綏靖天皇               | 事代主神女                  | 神武天皇                | 皇后 皇太后                       |                     |
| 3   | 五十鈴依 媛命         | 3代安寧天皇               | 事代主神女                  | 綏靖天皇                | 皇后 皇太后                       |                     |
| 4   | 渟名底 仲媛命         | 4代懿徳天皇               | 鴨王女                      | 安寧天皇                | 皇后 皇太后                       |                     |
| 5   | 天豊津媛命            | 5代孝昭天皇               | 息石耳命女                  | 懿徳天皇                | 皇后 皇太后                       |                     |
| 6   | 世襲足媛              | 6代孝安天皇               | 瀛津世襲妹                  | 孝昭天皇                | 皇后 皇太后                       |                     |
| 7   | 押媛                  | 7代孝霊天皇               | 天足彦国押人命女            | 孝安天皇                | 皇后 皇太后                       |                     |
| 8   | 細媛命                | 8代孝元天皇               | 磯城県主大目女              | 孝霊天皇                | 皇后 皇太后                       |                     |
| 9   | 欝色謎命              | 9代開化天皇               | 欝色雄命妹                  | 孝元天皇                | 皇后 皇太后                       |                     |
| 10  | 伊香色謎命            | 10代崇神天皇              | 大綜麻杵命女                | 開化天皇                | 皇后 皇太后                       |                     |
| 11  | 御間城姫              | 11代垂仁天皇              | 大彦命女                    | 崇神天皇                | 皇后 皇太后                       |                     |
| 12  | 日葉酢媛命            | 12代景行天皇              | 丹波道主命女                | 垂仁天皇                | 皇后                              |                     |
| 13  | 八坂入媛命            | 13代成務天皇              | 八坂入彦命女                | 景行天皇                | 皇后 皇太后                       |                     |
| 14  | 両道入姫命            | 14代仲哀天皇              | 垂仁天皇女                  | 日本武尊                | （皇子妃） 皇太后                 |                     |
| 15  | 気長足姫尊            | 15代応神天皇              | 気長宿禰王女                | 仲哀天皇                | 皇后 摂政・皇太后                 | 皇后                |
| 16  | 仲姫命                | 16代仁徳天皇              | 品陀真若王女                | 応神天皇                | 皇后 皇太后                       |                     |
| 17  | 磐之媛命              | 17代履中天皇              | 葛城襲津彦女                | 仁徳天皇                | 皇后                              |                     |
| 17  | 磐之媛命              | 18代反正天皇              | 葛城襲津彦女                | 仁徳天皇                | 皇后                              |                     |
| 17  | 磐之媛命              | 19代允恭天皇              | 葛城襲津彦女                | 仁徳天皇                | 皇后                              |                     |
| 18  | 忍坂大中姫            | 20代安康天皇              | 若野毛二俣王女              | 允恭天皇                | 皇后 皇太后                       |                     |
| 18  | 忍坂大中姫            | 21代雄略天皇              | 若野毛二俣王女              | 允恭天皇                | 皇后 皇太后                       |                     |
| 19  | 葛城韓媛              | 22代清寧天皇              | 葛城円大臣女                | 雄略天皇                | 妃 皇太夫人                       |                     |
| 20  | 葛城荑媛              | 23代顕宗天皇              | 葛城蟻臣女                  | 市辺押磐皇子            | （皇子妃）                        |                     |
| 20  | 葛城荑媛              | 24代仁賢天皇              | 葛城蟻臣女                  | 市辺押磐皇子            | （皇子妃）                        |                     |
| 21  | 春日大娘皇女          | 25代武烈天皇              | 雄略天皇女                  | 仁賢天皇                | 皇后                              |                     |
| 22  | 振媛命                | 26代継体天皇              | 乎波智君女                  | 彦主人王                | （王子妃）                        |                     |
| 23  | 尾張目子媛            | 27代安閑天皇              | 尾張連草香女                | 継体天皇                | 妃                                |                     |
| 23  | 尾張目子媛            | 28代宣化天皇              | 尾張連草香女                | 継体天皇                | 妃                                |                     |
| 24  | 手白香皇女            | 29代欽明天皇              | 仁賢天皇女                  | 継体天皇                | 皇后 皇太后                       |                     |
| 25  | 石姫皇女              | 30代敏達天皇              | 宣化天皇女                  | 欽明天皇                | 皇后 皇太后                       |                     |
| 26  | 蘇我堅塩媛            | 31代用明天皇              | 蘇我稲目女                  | 欽明天皇                | 妃 皇太夫人                       |                     |
| 26  | 蘇我堅塩媛            | 33代推古天皇              | 蘇我稲目女                  | 欽明天皇                | 妃 皇太夫人                       |                     |
| 27  | 蘇我小姉君            | 32代崇峻天皇              | 蘇我稲目女                  | 欽明天皇                | 妃                                |                     |
| 28  | 糠手姫皇女            | 34代舒明天皇              | 敏達天皇女                  | 押坂彦人大兄皇子        | （皇子妃） 皇祖母命               | 嶋皇祖母命          |
| 29  | 吉備姫王              | 35代皇極天皇 37代斉明天皇 | 桜井皇子女                  | 茅渟王                  | （王子妃） 皇祖母命               | 吉備島皇 祖母命     |
| 29  | 吉備姫王              | 36代孝徳天皇              | 桜井皇子女                  | 茅渟王                  | （王子妃） 皇祖母命               | 吉備島皇 祖母命     |
| 30  | 宝皇女                | 38代天智天皇              | 茅渟王女                    | 舒明天皇                | 皇后 天皇                         | 皇極天皇 斉明天皇   |
| 30  | 宝皇女                | 40代天武天皇              | 茅渟王女                    | 舒明天皇                | 皇后 天皇                         | 皇極天皇 斉明天皇   |
| 31  | 宅子娘                | 39代弘文天皇              | 伊賀山田郡 郡司女           | 天智天皇                | 采女                              |                     |
| 32  | 蘇我遠智娘            | 41代持統天皇              | 蘇我倉山田 石川麻呂女       | 天智天皇                | 嬪                                |                     |
| 33  | 阿閇皇女              | 42代文武天皇              | 天智天皇女                  | 草壁皇子                | （皇太子妃） 皇太妃 天皇          | 元明天皇            |
| 33  | 阿閇皇女              | 44代元正天皇              | 天智天皇女                  | 草壁皇子                | （皇太子妃） 皇太妃 天皇          | 元明天皇            |
| 34  | 蘇我姪娘              | 43代元明天皇              | 蘇我倉山田 石川麻呂女       | 天智天皇                | 嬪                                |                     |
| 35  | 藤原宮子              | 45代聖武天皇              | 藤原不比等女                | 文武天皇                | 夫人 皇太夫人 太皇太后            |                     |
| 36  | 藤原安宿媛            | 46代孝謙天皇 48代称徳天皇 | 藤原不比等女                | 聖武天皇                | 皇后 皇太后                       | 天平応真仁 正皇太后 |
| 37  | 当麻山背              | 47代淳仁天皇              | 当麻老女                    | 舎人親王                | （親王妃） 大夫人                 |                     |
| 38  | 紀橡姫                | 49代光仁天皇              | 紀諸人女                    | 施基親王                | （親王妃） 贈皇太后               |                     |
| 39  | 高野新笠              | 50代桓武天皇              | 和乙継女                    | 光仁天皇                | 夫人 皇太夫人 贈皇太后 贈太皇太后 | 天高知日 之姫尊     |
| 40  | 藤原乙牟漏            | 51代平城天皇              | 藤原良継女                  | 桓武天皇                | 皇后 贈皇太后                     | 天之高藤広 宗照姫尊 |
| 40  | 藤原乙牟漏            | 52代嵯峨天皇              | 藤原良継女                  | 桓武天皇                | 皇后 贈皇太后                     | 天之高藤広 宗照姫尊 |
| 41  | 藤原旅子              | 53代淳和天皇              | 藤原百川女                  | 桓武天皇                | 夫人 贈妃 贈皇太后                |                     |
| 42  | 橘嘉智子              | 54代仁明天皇              | 橘清友女                    | 嵯峨天皇                | 皇后 皇太后 太皇太后              |                     |
| 43  | 藤原順子              | 55代文徳天皇              | 藤原冬嗣女                  | 仁明天皇                | 女御 皇太夫人 皇太后 太皇太后     |                     |
| 44  | 藤原明子              | 56代清和天皇              | 藤原良房女                  | 文徳天皇                | 女御 皇太夫人 皇太后 太皇太后     |                     |
| 45  | 藤原高子              | 57代陽成天皇              | 藤原長良女                  | 文徳天皇                | 女御 皇太夫人 皇太后              |                     |
| 46  | 藤原沢子              | 58代光孝天皇              | 藤原総継女                  | 仁明天皇                | 女御 贈皇太后                     |                     |
| 47  | 班子女王              | 59代宇多天皇              | 仲野親王女                  | 光孝天皇                | 女御 皇太夫人 皇太后              |                     |
| 48  | 藤原胤子              | 60代醍醐天皇              | 藤原高藤女                  | 宇多天皇                | 女御 贈皇太后                     |                     |
| 49  | 藤原穏子              | 61代朱雀天皇              | 藤原基経女                  | 醍醐天皇                | 中宮 皇太后 太皇太后              |                     |
| 49  | 藤原穏子              | 62代村上天皇              | 藤原基経女                  | 醍醐天皇                | 中宮 皇太后 太皇太后              |                     |
| 50  | 藤原安子              | 63代冷泉天皇              | 藤原師輔女                  | 村上天皇                | 中宮 贈皇太后 贈太皇太后          |                     |
| 50  | 藤原安子              | 64代円融天皇              | 藤原師輔女                  | 村上天皇                | 中宮 贈皇太后 贈太皇太后          |                     |
| 51  | 藤原懐子              | 65代花山天皇              | 藤原伊尹女                  | 冷泉天皇                | 女御 贈皇太后                     |                     |
| 52  | 藤原詮子              | 66代一条天皇              | 藤原兼家女                  | 円融天皇                | 女御 皇太后 女院                  | 東三条院            |
| 53  | 藤原超子              | 67代三条天皇              | 藤原兼家女                  | 冷泉天皇                | 女御 贈皇太后                     |                     |
| 54  | 藤原彰子              | 68代後一条天皇            | 藤原道長女                  | 一条天皇                | 中宮 皇太后 太皇太后 女院         | 上東門院            |
| 54  | 藤原彰子              | 69代後朱雀天皇            | 藤原道長女                  | 一条天皇                | 中宮 皇太后 太皇太后 女院         | 上東門院            |
|     | 名                    | 所生の天皇                | 続柄                        | 配偶者                  | 身位                              | 諡号・追号 ・女院号 |
| 55  | 藤原嬉子              | 70代後冷泉天皇            | 藤原道長女                  | 後朱雀天皇              | （皇太子妃） 贈皇太后             |                     |
| 56  | 禎子内親王            | 71代後三条天皇            | 三条天皇女                  | 後朱雀天皇              | 皇后宮 皇太后 太皇太后 女院       | 陽明門院            |
| 57  | 藤原茂子              | 72代白河天皇              | 藤原公成女 藤原能信養女     | 後三条天皇              | （皇太子妃） 贈皇太后             |                     |
| 58  | 藤原賢子              | 73代堀河天皇              | 源顕房女 藤原師実養女       | 白河天皇                | 中宮 贈皇太后                     |                     |
| 59  | 藤原苡子              | 74代鳥羽天皇              | 藤原実季女                  | 堀河天皇                | 女御 贈皇太后                     |                     |
| 60  | 藤原璋子              | 75代崇徳天皇              | 藤原公実女                  | 鳥羽天皇                | 中宮 女院                         | 待賢門院            |
| 60  | 藤原璋子              | 77代後白河天皇            | 藤原公実女                  | 鳥羽天皇                | 中宮 女院                         | 待賢門院            |
| 61  | 藤原得子              | 76代近衛天皇              | 藤原長実女                  | 鳥羽天皇                | 女御（上皇妃） 皇后宮 女院        | 美福門院            |
| 62  | 源懿子                | 78代二条天皇              | 藤原経実女 源有仁養女       | 後白河天皇              | （親王妃） 贈皇太后               |                     |
| 63  | （伊岐致遠女）        | 79代六条天皇              | 伊岐致遠女                  | 二条天皇                | 女官?                             |                     |
| 64  | 平滋子                | 80代高倉天皇              | 平時信女                    | 後白河天皇              | 女御（上皇妃） 皇太后 女院        | 建春門院            |
| 65  | 平徳子                | 81代安徳天皇              | 平清盛女                    | 高倉天皇                | 中宮 女院                         | 建礼門院            |
| 66  | 藤原殖子              | 82代後鳥羽天皇            | 藤原信隆女                  | 高倉天皇                | 典侍 女院                         | 七条院              |
| 67  | 源在子                | 83代土御門天皇            | 能円女 源通親養女           | 後鳥羽天皇              | 内裏女房 女院                     | 承明門院            |
| 68  | 藤原重子              | 84代順徳天皇              | 藤原範季女                  | 後鳥羽天皇              | 内裏女房 女院                     | 修明門院            |
| 69  | 九条立子 （藤原）     | 85代仲恭天皇              | 九条良経女                  | 順徳天皇                | 中宮 女院                         | 東一条院            |
| 70  | 持明院陳子 （藤原）   | 86代後堀河天皇            | 持明院基家女                | 守貞親王                | （親王妃） 女院                   | 北白河院            |
| 71  | 九条竴子 （藤原）     | 87代四条天皇              | 九条道家女                  | 後堀河天皇              | 中宮 女院                         | 藻璧門院            |
| 72  | 源通子                | 88代後嵯峨天皇            | 源通宗女                    | 土御門天皇              | 典侍 贈皇太后                     |                     |
| 73  | 西園寺姞子 （藤原）   | 89代後深草天皇            | 西園寺実氏女                | 後嵯峨天皇              | 中宮 女院                         | 大宮院              |
| 73  | 西園寺姞子 （藤原）   | 90代亀山天皇              | 西園寺実氏女                | 後嵯峨天皇              | 中宮 女院                         | 大宮院              |
| 74  | 洞院佶子 （藤原）     | 91代後宇多天皇            | 洞院実雄女                  | 亀山天皇                | 皇后宮 女院                       | 京極院              |
| 75  | 洞院愔子 （藤原）     | 92代伏見天皇              | 洞院実雄女                  | 後深草天皇              | 内裏女房 女院                     | 玄輝門院            |
| 76  | 五辻経子 （藤原）     | 93代後伏見天皇            | 五辻経氏女                  | 伏見天皇                | 典侍                              |                     |
| 77  | 堀川基子 （源）       | 94代後二条天皇            | 堀川具守女 久我基具養女     | 後宇多天皇              | 内裏女房 女院                     | 西華門院            |
| 78  | 洞院季子 （藤原）     | 95代花園天皇              | 洞院実雄女                  | 伏見天皇                | 内裏女房 女院                     | 顕親門院            |
| 79  | 五辻忠子 （藤原）     | 96代後醍醐天皇            | 五辻忠継女 花山院師継養女   | 後宇多天皇              | 内裏女房 女院                     | 談天門院            |
| 80  | 阿野廉子 （藤原）     | 97代後村上天皇 （南朝）   | 阿野公廉女 洞院公賢養女     | 後醍醐天皇              | 内裏女房 女院                     | 新待賢門院          |
| 81  | 藤原勝子              | 98代長慶天皇              | 諸説あり（藤原氏）          | 後村上天皇              | 女御                              | 嘉喜門院            |
| 82  | 藤原勝子？            | 99代後亀山天皇            | 藤原氏                      | 後村上天皇              | ？                                | ？                  |
| 北1 | 西園寺寧子 （藤原）   | 北初代光厳天皇            | 西園寺公衡女                | 後伏見天皇              | 女御（上皇妃） 女院               | 広義門院            |
| 北1 | 西園寺寧子 （藤原）   | 北2代光明天皇             | 西園寺公衡女                | 後伏見天皇              | 女御（上皇妃） 女院               | 広義門院            |
| 北2 | 藤原秀子 （藤原）     | 北3代崇光天皇             | 正親町三条公秀女            | 光厳天皇                | 典侍 女院                         | 陽禄門院            |
| 北2 | 藤原秀子 （藤原）     | 北4代後光厳天皇           | 正親町三条公秀女            | 光厳天皇                | 典侍 女院                         | 陽禄門院            |
| 北3 | 広橋仲子 （藤原）     | 北5代後円融天皇           | 善法寺通清女 広橋兼綱養女   | 後光厳天皇              | 典侍 女院                         | 崇賢門院            |
| 83  | 三条厳子 （藤原）     | 100代後小松天皇 （北6代） | 三条公忠女                  | 後円融天皇              | 典侍 女院                         | 通陽門院            |
| 84  | 日野西資子 （藤原）   | 101代称光天皇             | 日野西資国女 日野資教養女   | 後小松天皇              | 内裏女房 女院                     | 光範門院            |
| 85  | 庭田幸子 （源）       | 102代後花園天皇           | 庭田経有女                  | 伏見宮貞成親王          | （親王家女房） 女院               | 敷政門院            |
| 86  | 大炊御門信子 （藤原） | 103代後土御門天皇         | 藤原孝長女 大炊御門信宗猶子 | 後花園天皇              | 内裏女房 女院                     | 嘉楽門院            |
| 87  | 庭田朝子 （源）       | 104代後柏原天皇           | 庭田長賢女                  | 後土御門天皇            | 典侍 贈皇太后                     |                     |
| 88  | 勧修寺藤子 （藤原）   | 105代後奈良天皇           | 勧修寺教秀女                | 後柏原天皇              | 典侍 女院                         | 豊楽門院            |
| 89  | 万里小路栄子 （藤原） | 106代正親町天皇           | 万里小路賢房女              | 後奈良天皇              | （親王家女房） 贈皇太后           | 吉徳門院            |
| 90  | 勧修寺晴子 （藤原）   | 107代後陽成天皇           | 勧修寺晴右女                | 誠仁親王                | （親王家女房） 女院               | 新上東門院          |
| 91  | 近衛前子 （藤原）     | 108代後水尾天皇           | 近衛前久女                  | 後陽成天皇              | 女御 女院                         | 中和門院            |
| 92  | 徳川和子 （源）       | 109代明正天皇             | 徳川秀忠女                  | 後水尾天皇              | 中宮 女院                         | 東福門院            |
| 93  | 園光子 （藤原）       | 110代後光明天皇           | 園基任女                    | 後水尾天皇              | 内裏女房 女院                     | 壬生院              |
| 94  | 櫛笥隆子 （藤原）     | 111代後西天皇             | 櫛笥隆致女                  | 後水尾天皇              | 掌侍 女院                         | 逢春門院            |
| 95  | 園国子 （藤原）       | 112代霊元天皇             | 園基音女                    | 後水尾天皇              | 典侍 女院                         | 新広義門院          |
| 96  | 松木宗子 （藤原）     | 113代東山天皇             | 松木宗条女                  | 霊元天皇                | 典侍 女院                         | 敬法門院            |
| 97  | 櫛笥賀子 （藤原）     | 114代中御門天皇           | 櫛笥隆賀女                  | 東山天皇                | 典侍 女院                         | 新崇賢門院          |
| 98  | 近衛尚子 （藤原）     | 115代桜町天皇             | 近衛家熙女                  | 中御門天皇              | 女御 贈女院 贈皇太后              | 新中和門院          |
| 99  | 姉小路定子 （藤原）   | 116代桃園天皇             | 姉小路実武女                | 桜町天皇                | 典侍 女院                         | 開明門院            |
| 100 | 二条舎子 （藤原）     | 117代後桜町天皇           | 二条吉忠女                  | 桜町天皇                | 女御 皇太后 女院                  | 青綺門院            |
| 101 | 一条富子 （藤原）     | 118代後桃園天皇           | 一条兼香女                  | 桃園天皇                | 女御 皇太后 女院                  | 恭礼門院            |
| 102 | 大江磐代              | 119代光格天皇             | 岩室宗賢女                  | 閑院宮典仁親王          | （親王家女房）                    |                     |
| 103 | 勧修寺婧子 （藤原）   | 120代仁孝天皇             | 勧修寺経逸女                | 光格天皇                | 典侍 贈女院                       | 東京極院            |
| 104 | 正親町雅子 （藤原）   | 121代孝明天皇             | 正親町実光女                | 仁孝天皇                | 典侍 女院                         | 新待賢門院          |
| 105 | 中山慶子 （藤原）     | 122代明治天皇             | 中山忠能女                  | 孝明天皇                | 典侍                              |                     |
| 106 | 柳原愛子              | 123代大正天皇             | 柳原光愛女                  | 明治天皇                | 典侍                              |                     |
| 107 | 九条節子              | 124代昭和天皇             | 九条道孝女                  | 大正天皇                | 皇后 皇太后                       | 皇后                |
| 108 | 良子女王              | 125代上皇明仁             | 久邇宮邦彦王女              | 昭和天皇                | 皇后 皇太后                       | 皇后                |
| 109 | 正田美智子            | 126代今上天皇             | 正田英三郎女                | 上皇明仁                | 皇后 上皇后                       |                     |
|     | 名                    | 所生の天皇                | 続柄                        | 配偶者                  | 身位                              | 諡号・追号 ・女院号 |